# Erromenus tonto
Erromenus tonto là một loài tò vò trong họ Ichneumonidae.